# Eastmansvägen

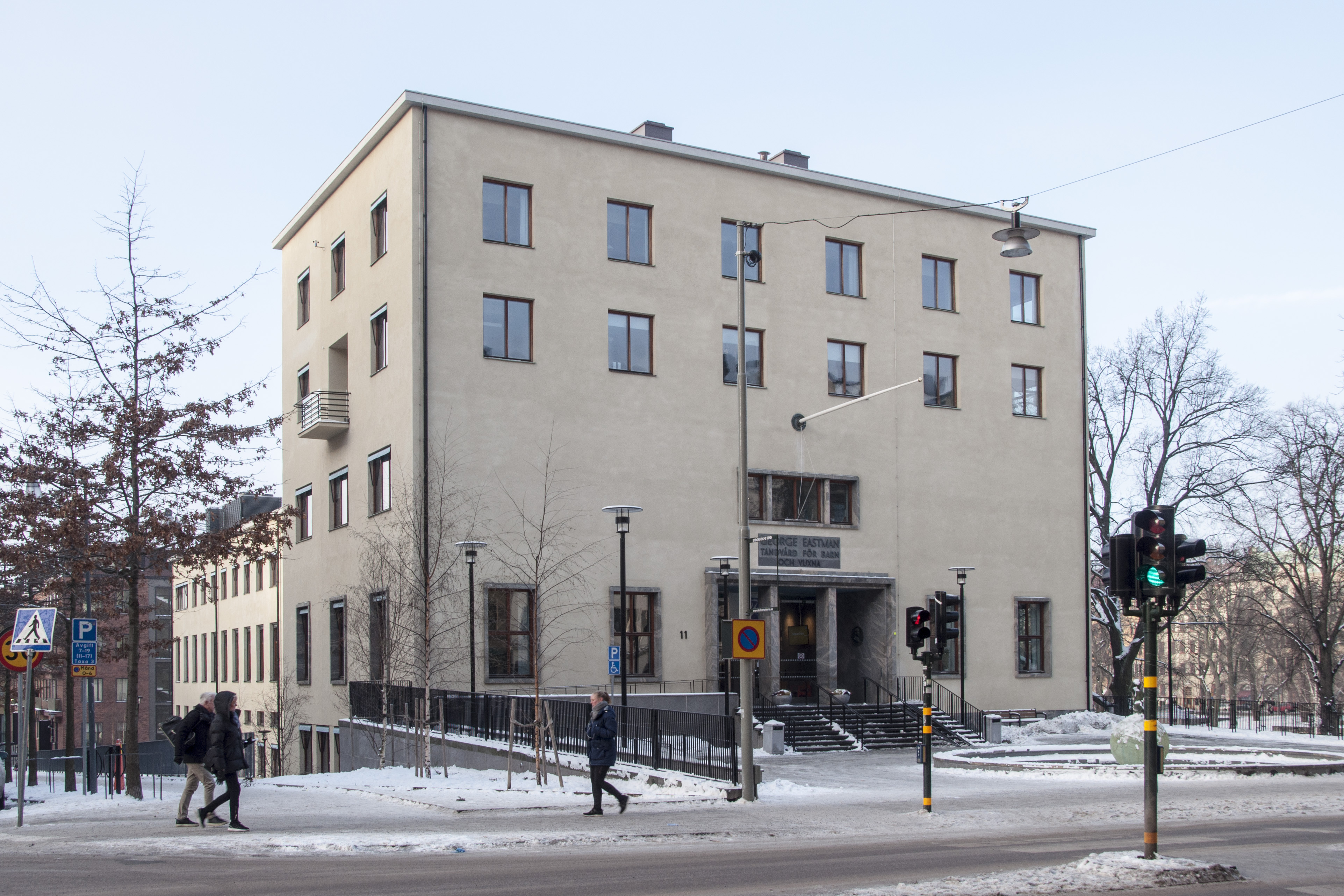
Eastmaninstitutet i hörnet Dalagatan / Eastmansvägen.

Eastmansvägen är en gata på Sabbatsberg i Vasastaden i Stockholm. Eastmansvägen leder från Dalagatan västerut och slutar mitt i Sabbatsbergsområdet. Norr om Eastmansvägen ligger Vasaparken.

## Beskrivning
Eastmansvägen är en relativ ny gata i Stockholms innerstad och bildades i början av 1990-talet. Vägen var då en av lokalgatorna inom Sabbatsbergs sjukhusområde. Eastmansvägen är uppkallad efter George Eastman, amerikansk uppfinnare inom fotografi och filantrop. Det likaså efter honom uppkallade Eastmaninstitutet ligger vid Eastmansvägen 2–6. Institutet bekostades av honom och invigdes den 25 april 1936.

## Övriga byggnader vid gatan (urval)
- Sven-Harrys konstmuseum, Eastmansvägen 10
- Johanneshuset, Eastmansvägen 16
- Adolf Fredrikshuset, Eastmansvägen 22
- Nya vårdhemmet (Klockhuset), Eastmansvägen 29–33
- Dalahöjdens äldreboende, Eastmansvägen 24–26
- Slöjdhuset, Eastmansvägen 32–34
- Katarinahuset, Eastmansvägen 35–37

Bilder (byggnader i urval)
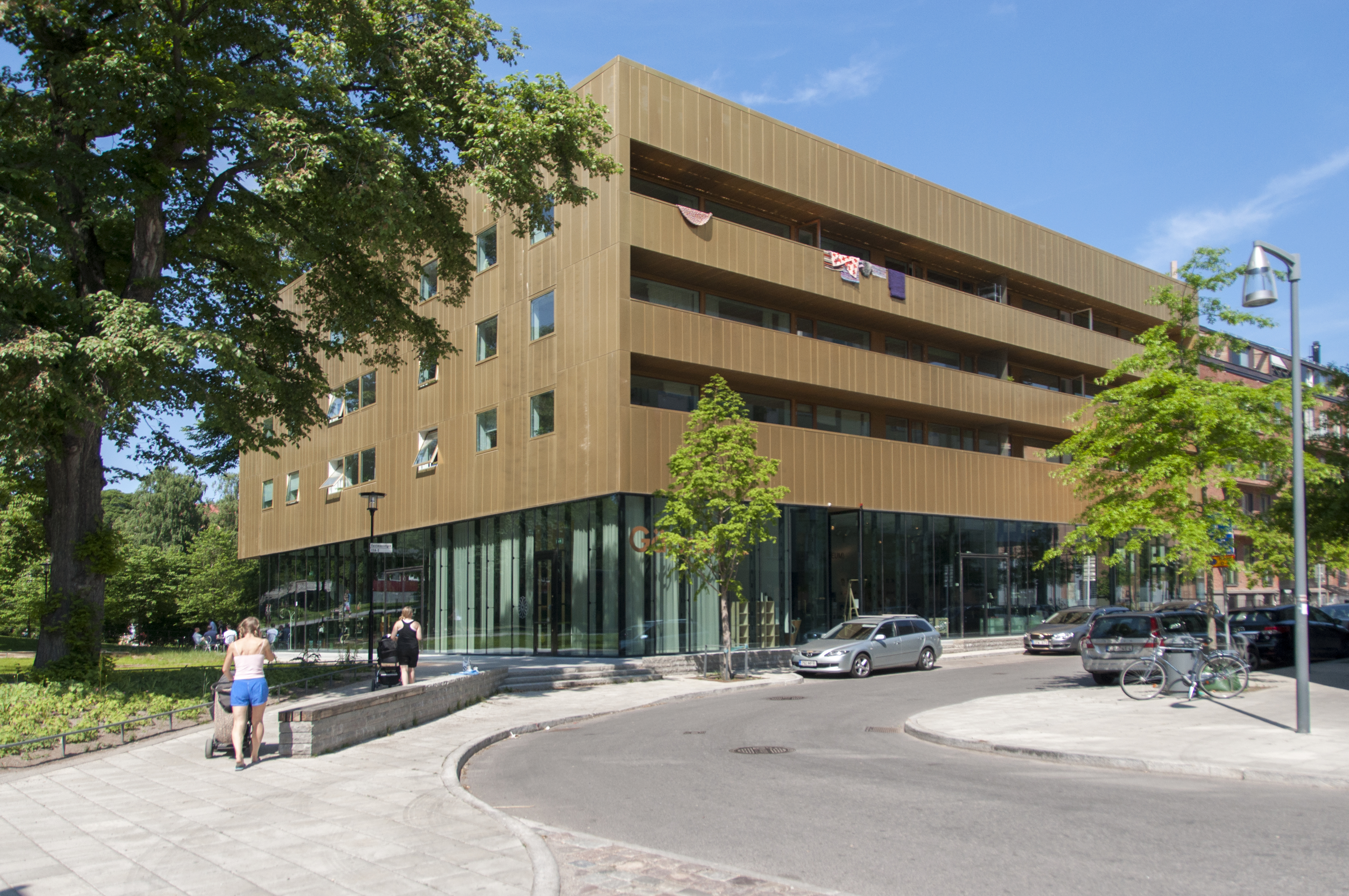
Sven-Harrys konstmuseum
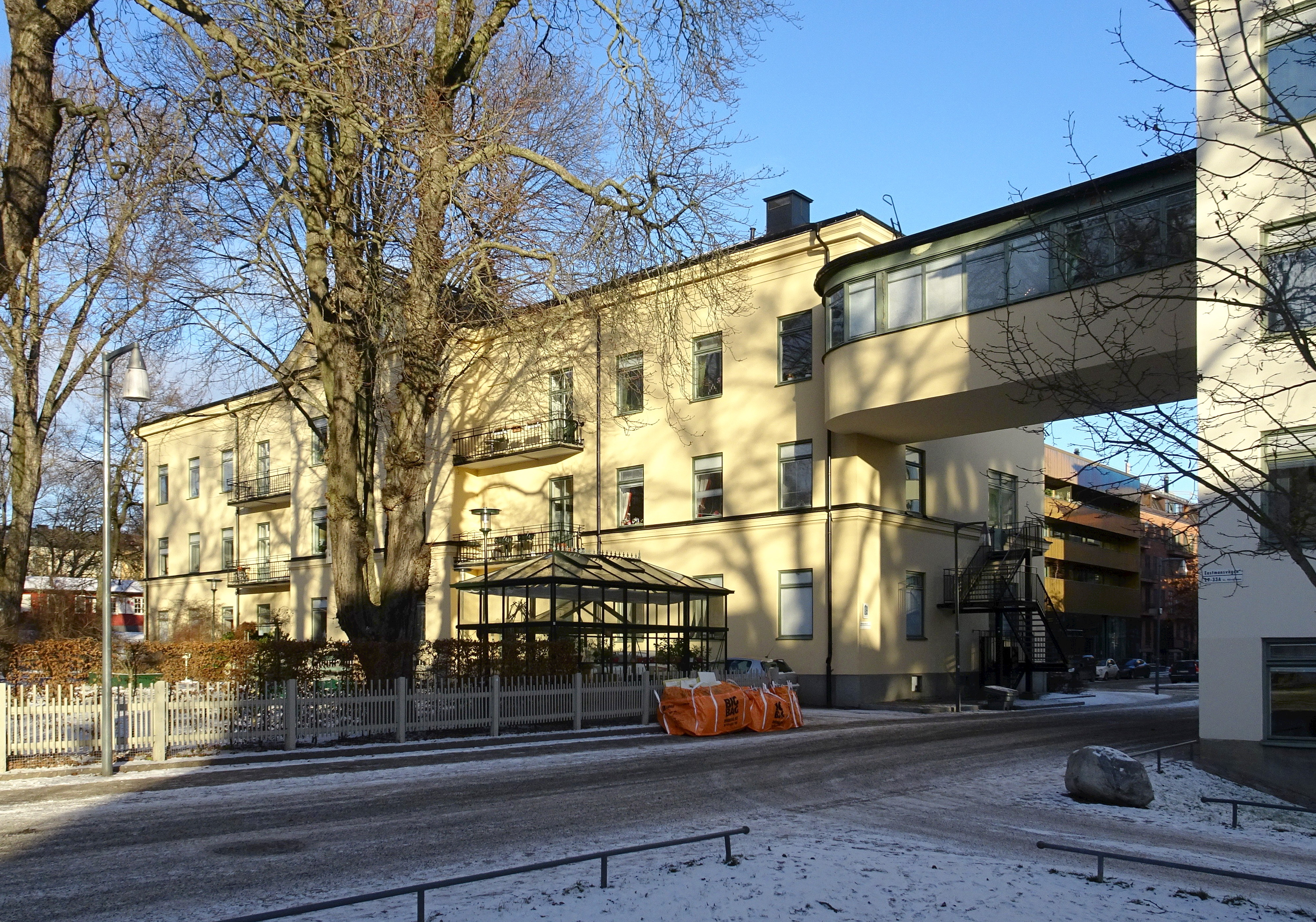
Johanneshuset
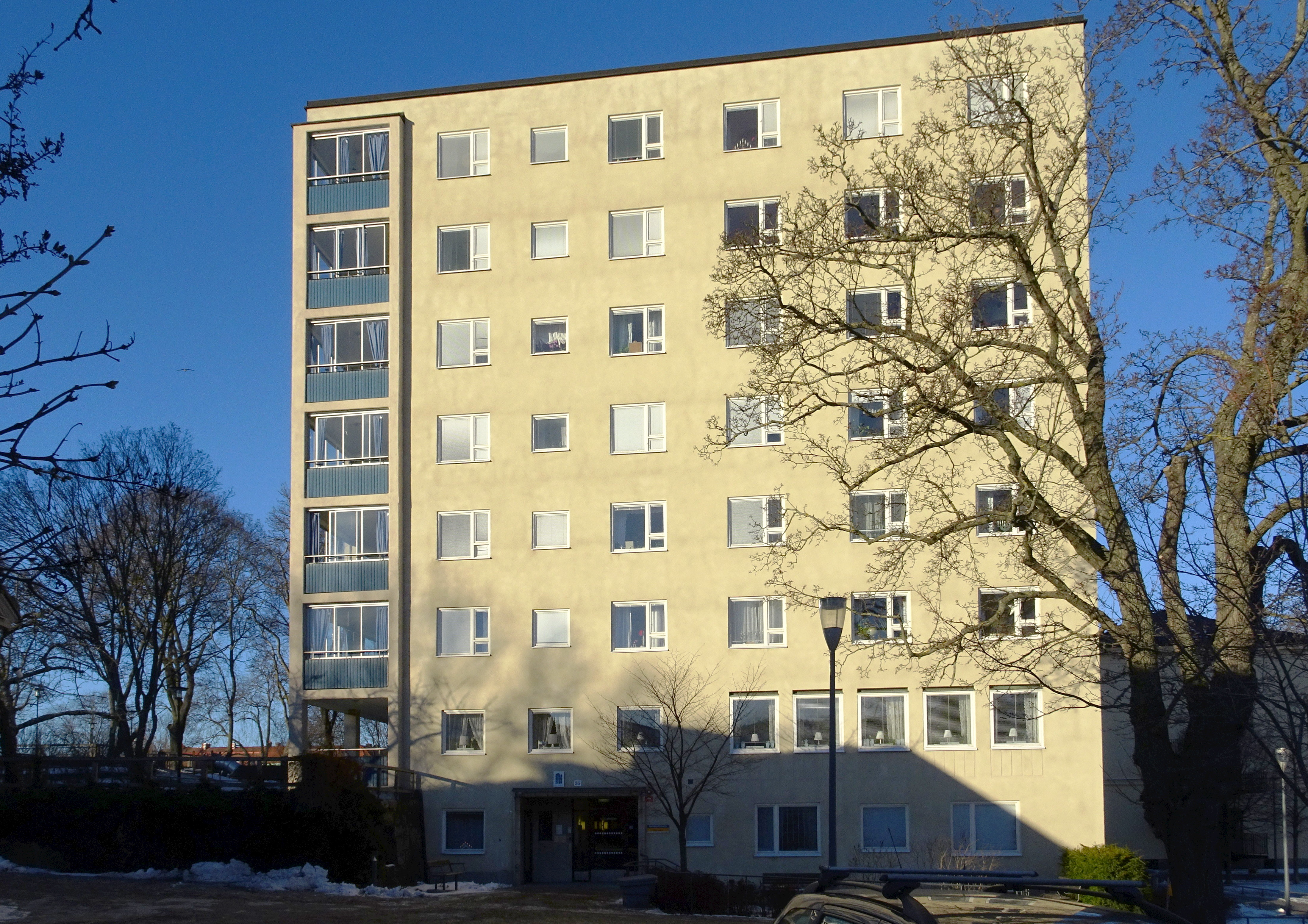
Dalahöjdens äldreboende
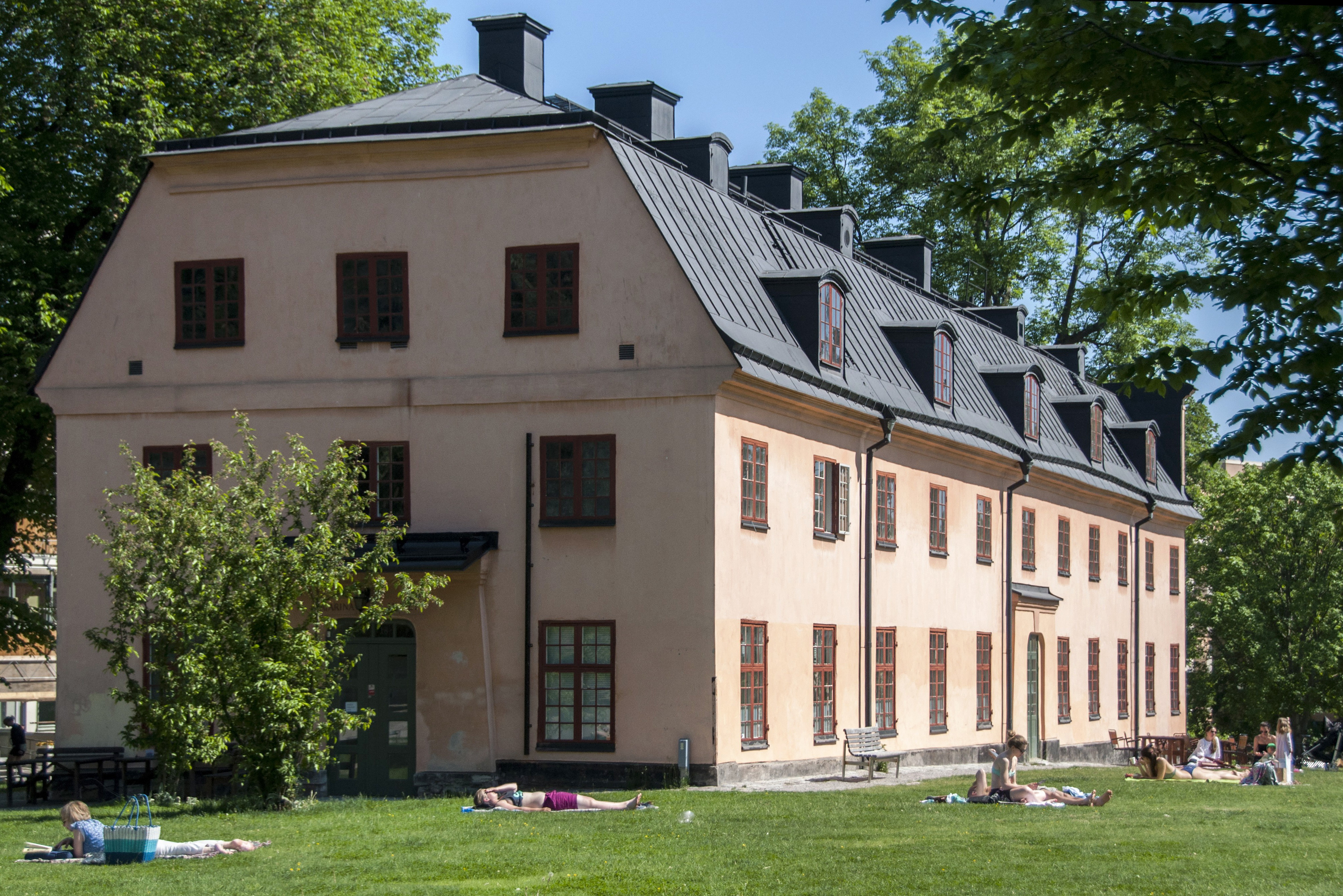
Katarinahuset